# Iain Glen
Iain Alan Sutherland Glen (Edinburgh, Skócia, 1961. június 24.–) skót színész. 
Egyik legismertebb szerepe ser Jorah Mormont A tűz és jég dala című könyvsorozat Trónok harca című televíziós adaptációjában. Filmekben és színdarabokban egyaránt játszik.

## Élete és pályafutása
A londoni Royal Academy of Dramatic Art (RADA) hallgatója volt, ahol megnyerte a Bancroft aranymedált. 1990-ben megnyerte a legjobb színésznek járó Ezüst Medve díjat, a 40. Berlini Nemzetközi Filmfesztiválon a Néma kiáltás című filmben nyújtott alakításáért vehette át.
2009. augusztus 20-án jelentették be a hírt, hogy Glen fogja alakítani az HBO Trónok harca című fantasysorozatában Ser Jorah Mormontot. 2011. február 18-án Glen csatlakozott a Downton Abbey szereplőgárdájához, Sir Richard Carlisle szerepében.
Színházban szerepelt többek közt a Macbeth, az V. Henrik és Nicole Kidmannel a The Blue Room című darabokban. Színházi alakításaiért többször is jelölték különböző díjakra.

## Magánélete
1993–2004 között Susannah Harker házastársa volt, aki olyan sorozatokban szerepelt, mint a Büszkeség és balítélet vagy a Kártyavár. Egy gyermekük született, Finlay (1994). 
2017 óta Charlotte Emmerson férje, egy lányuk született.

## Filmográfia

### Film
| Év   | Magyar cím                                        | Eredeti cím                            | Szerep                | Magyar hang       |
| ---- | ------------------------------------------------- | -------------------------------------- | --------------------- | ----------------- |
| 1988 |                                                   | Paris by Night                         | Wallace Sharp         |                   |
| 1988 | Gorillák a ködben                                 | Gorillas in the Mist                   | Brendan               | Zalán János       |
| 1990 | A Hold hegyei                                     | Mountains of the Moon                  | John Hanning Speke    | Lux Ádám          |
| 1990 | Néma kiáltás                                      | Silent Scream                          | Larry Winters         |                   |
| 1990 | Rosencrantz és Guildenstern halott                | Rosencrantz and Guildenstern Are Dead  | Hamlet                | Oberfrank Pál     |
| 1990 | A sors fogságában                                 | Fools of Fortune                       | Willie Quinton        |                   |
| 1991 |                                                   | 30 Door Key                            | Joey                  |                   |
| 1993 | Egy lövés a fejbe, öt a testbe                    | The Young Americans                    | Edward Foster         | Bognár Zsolt      |
| 1993 | Egy lövés a fejbe, öt a testbe                    | The Young Americans                    | Edward Foster         | Varga Gábor       |
| 1999 |                                                   | Mararía                                | Bertrand              |                   |
| 2000 | Gyönyörű teremtmény                               | Beautiful Creatures                    | Tony                  | Dózsa Zoltán      |
| 2000 | Paranoid                                          | Paranoid                               | Stan                  | Kőszegi Ákos      |
| 2001 | Lara Croft: Tomb Raider                           | Lara Croft: Tomb Raider                | Manfred Powell        | Szakácsi Sándor   |
| 2001 |                                                   | Gabriel & Me                           | apa                   |                   |
| 2002 | Darkness – A rettegés háza                        | Darkness                               | Mark                  | Rosta Sándor      |
| 2002 | Lélekszakadva                                     | The Soul Keeper                        | Dr. Carl Gustav Jung  | Dunai Tamás       |
| 2003 | Dal egy agyonvert fiúért                          | Song for a Raggy Boy                   | John testvér          | Epres Attila      |
| 2003 |                                                   | Spy Sorge                              | Richard Sorge         |                   |
| 2004 | A Kaptár 2. – Apokalipszis                        | Resident Evil: Apocalypse              | Dr. Isaacs            |                   |
| 2005 | Lélektől lélekig                                  | Man to Man                             | Alexander Auchinleck  | Rosta Sándor      |
| 2005 |                                                   | Vagabond Shoes (rövidfilm)             | Alec Murray           |                   |
| 2005 |                                                   | Tara Road                              | Danny                 |                   |
| 2005 | Mennyei királyság                                 | Kingdom of Heaven                      | Oroszlánszívű Richárd | Rosta Sándor      |
| 2006 |                                                   | Small Engine Repair                    | Doug                  |                   |
| 2007 | Az utolsó légió                                   | The Last Legion                        | Flavius Orestes       | Beratin Gábor     |
| 2007 | A Kaptár 3. – Teljes pusztulás                    | Resident Evil: Extinction              | Dr. Isaacs            | Haás Vander Péter |
| 2007 | Mrs. Radcliffe forradalma                         | Mrs. Ratcliffe's Revolution            | Frank Ratcliffe       | Kőszegi Ákos      |
| 2008 |                                                   | Slapper (rövidfilm)                    | Red / Michael Simmons |                   |
| 2009 | Johanna nőpápa                                    | Pope Joan                              | falusi pap            | Rosta Sándor      |
| 2009 | Harry Brown                                       | Harry Brown                            | S.I. Childs           | Kapácsy Miklós    |
| 2009 | A hűtlen Klára                                    | The Case of Unfaithful Klara           | Denis                 |                   |
| 2011 | A Vaslady                                         | The Iron Lady                          | Alfred Roberts        | Beratin Gábor     |
| 2013 | HA/VER 2.                                         | Kick-Ass 2                             | Ralph bácsi           | Haás Vander Péter |
| 2014 |                                                   | Guy Martin's Spitfire (dokumentumfilm) | narrátor (hangja)     |                   |
| 2014 | Monsters Behind the Iron Curtain (dokumentumfilm) |                                        | narrátor (hangja)     |                   |
| 2015 |                                                   | The Bad Education Movie                | Pasco                 |                   |
| 2015 | Az élet ára                                       | Eye in the Sky                         | James Willett         | Széles László     |
| 2016 | A Kaptár – Utolsó fejezet                         | Resident Evil: The Final Chapter       | Dr. Alexander Isaacs  | Epres Attila      |
| 2016 |                                                   | Dusty and Me                           | Mickey a buborék      |                   |
| 2017 | Kuzinom, Rachel                                   | My Cousin Rachel                       | Nick Kendall          | Epres Attila      |
| 2019 |                                                   | The Flood                              | Philip                |                   |
| 2019 |                                                   | The Fabric of You                      | Isaac (hangja)        |                   |
| 2019 |                                                   | Isabel (rövidfilm)                     | Colin                 |                   |
| 2020 |                                                   | The Windermere Children                | Jock Lawrence         |                   |
| 2020 | A versenyző                                       | The Racer                              | Sonny                 |                   |
| 2020 | Fekete szépség                                    | Black Beauty                           | John Manly            |                   |

### Televízió
| Év        | Magyar cím                          | Eredeti cím                    | Szerep                        | Megjegyzések                                  |
| --------- | ----------------------------------- | ------------------------------ | ----------------------------- | --------------------------------------------- |
| 1986      | Taggart felügyelő                   | Taggart                        | Scott Adair                   | 1 epizód                                      |
| 1986–1989 |                                     | Screen Two                     | Allan Innes / tengerész / Ray | 3 epizód                                      |
| 1988      |                                     | The Fear                       | Carl Galton                   | 5 epizód                                      |
| 1991      | Adam Bede                           | Adam Bede                      | Adam Bede                     | - tévéfilm - magyar hangja: - Rosta Sándor    |
| 1992      |                                     | Frankie's House                | Tim Page                      | tévéfilm                                      |
| 1992      |                                     | Screen One                     | Cmdr. Powell                  | 1 epizód                                      |
| 1993      |                                     | Missus                         | Pietro Salviati atya, Missus  | tévéfilm                                      |
| 1996      |                                     | Death of a Salesman            | Biff                          | tévéfilm                                      |
| 1997      | Hölgy a képen                       | Painted Lady                   | Sebastian Stafford            | kétrészes tévéfilm                            |
| 1998      |                                     | Trial & Retribution            | Damon Morton                  | 2 epizód                                      |
| 1999      | Édesek és mostohák                  | Wives and Daughters            | Mr. Preston                   | - 4 epizód - magyar hangja: - Rátóti Zoltán   |
| 2000      |                                     | Glasgow Kiss                   | Stuart Morrison               | 6 epizód                                      |
| 2000      |                                     | The Wyvern Mystery             | Charles Fairfield             | tévéfilm                                      |
| 2000      |                                     | Anchor Me                      | Nathan Carter                 | tévéfilm                                      |
| 2002      |                                     | Impact                         | Marcus Hodge                  | tévéfilm                                      |
| 2003      | Carla                               | Carla                          | Daniel                        | tévéfilm                                      |
| 2005      | Emberrablók                         | Kidnapped                      | Alan Breck                    | kétrészes tévéfilm                            |
| 2007      | Robin Pilcher: Újrakezdés           | Starting Over                  | Gregor Dewhurst               | tévéfilm                                      |
| 2007      |                                     | The Relief of Belsen           | James Johnston                | tévéfilm                                      |
| 2008      |                                     | City of Vice                   | John Fielding                 | 5 epizód                                      |
| 2009      | Anne Frank naplója                  | The Diary of Anne Frank        | Otto Frank                    | 5 epizód                                      |
| 2009      |                                     | Law & Order: UK                | Luke Slade                    | 1 epizód                                      |
| 2009      | Churchill háborúja                  | Into the Storm                 | VI. György király             | - tévéfilm - magyar hangja: - László Zsolt    |
| 2010      | Ki vagy, doki?                      | Doctor Who                     | Octavian                      | 2 epizód                                      |
| 2010      | Kémvadászok                         | Spooks                         | Vaughan Edwards               | 7 epizód                                      |
| 2010–2016 |                                     | Jack Taylor                    | Jack Taylor                   | tévéfilmes sorozat                            |
| 2011      | Downton Abbey                       | Downton Abbey                  | Sir Richard Carlisle          | - 6 epizód - magyar hangja: - Kárpáti Levente |
| 2011–2019 | Trónok harca                        | Game of Thrones                | Ser Jorah Mormont             | - 52 epizód - magyar hangja: - Epres Attila   |
| 2012      | Haven                               | Haven                          | Roland Holloway               | 1 epizód                                      |
| 2012      |                                     | Henry IV, Part II              | Warwick grófja                | tévéfilm                                      |
| 2012–2013 |                                     | Prisoners' Wives               | Paul                          | 10 epizód                                     |
| 2013      |                                     | Borgia                         | Girolamo Savonarola           | 2 epizód                                      |
| 2013      | Ripper Street                       | Ripper Street                  | Madoc Faulkner ezredes        | 1 epizód                                      |
| 2013      | Agatha Christie: Poirot             | Agatha Christie's Poirot       | Dr. David Willoughby          | 1 epizód                                      |
| 2013      | Elvetélt lelkek                     | Breathless                     | Ronald Mulligan nyomozó       | 6 epizód                                      |
| 2014      |                                     | The Red Tent                   | Jacob                         | 2 epizód                                      |
| 2014–2017 |                                     | Autopsy: The Last Hours Of     | narrátor (hangja)             | 10 epizód                                     |
| 2016–2017 |                                     | Cleverman                      | Jarrod Slade                  | 12 epizód                                     |
| 2016–2019 |                                     | Delicious                      | Leo                           | 12 epizód                                     |
| 2018      |                                     | The Sidemen Show               | narrátor (hangja)             | 7 epizód                                      |
| 2018      |                                     | Mrs Wilson                     | Alexander "Alec" Wilson       | 3 epizód                                      |
| 2019      |                                     | Ice Age: Return of the Mammoth | narrátor (hangja)             | dokumentumfilm                                |
| 2019–2021 | Titánok                             | Titans                         | Bruce Wayne / Batman (hangja) | - 11 epizód - magyar hangja: - Epres Attila   |
| 2021–     |                                     | Reyka                          | Angus Speelman                | 8 epizód                                      |
| 2023–     | A fúrótorony                        | The Rig                        | Magnus MacMillan              |                                               |
| 2023–2025 | A Siló                              | Silo                           | Dr. Pete Nichols              | 2 epizód                                      |
| 2023–2025 | Castlevania – Démonkastély: Noktürn | Castlevania: Nocturne          | Juste Belmont (hangja)        | - 2 epizód - magyar hangja: - Epres Attila    |

## Színházi szerepei
- The Crucible (2006)
- V. Henrik (Henry V) (1995) (Evening Standard jelölés a legjobb színésznek)
- Hedda Gabler (2005)
- Sirály (The Seagull)
- A vágy villamosa (A Streetcar Named Desire) (2002)
- The Blue Room (1998) (Olivier jelölés a legjobb színésznek; Broadway Drama League-díj a legjobb színésznek)
- Martin Guerre (1996–1997) (Olivier jelölés a legjobb színésznek musical-ben)
- Here
- Macbeth (Macbeth) (1993) (Mayfest-díj a legjobb színésznek)
- Lear király (King Lear)
- Coriolanus (Coriolanus)
- She Stoops to Conquer
- Hamlet (Hamlet), Bristol Old Vic 1991 (Ian Charleson-díj)
- Hapgood
- The Man Who Had All the Luck, Bristol Old Vic 1990
- Road
- II. Edward (Edward II)
- Small engine repair
- The Recruiting Officer
- Scenes of a Marriage (2008)
- Wallenstein (2009, Minerva Theatre, Chichester) - címszerep
- Kísértetek (Ghosts) (rendezői debütálás)